# Triembach-au-Val
Triembach-au-Val é uma comuna francesa na região administrativa de Grande Leste, no departamento Baixo Reno. Estende-se por uma área de 2,75 km². Em 2010 a comuna tinha 461 habitantes (densidade: 167,6 hab./km²).